# 安特沃爾特阿亨河

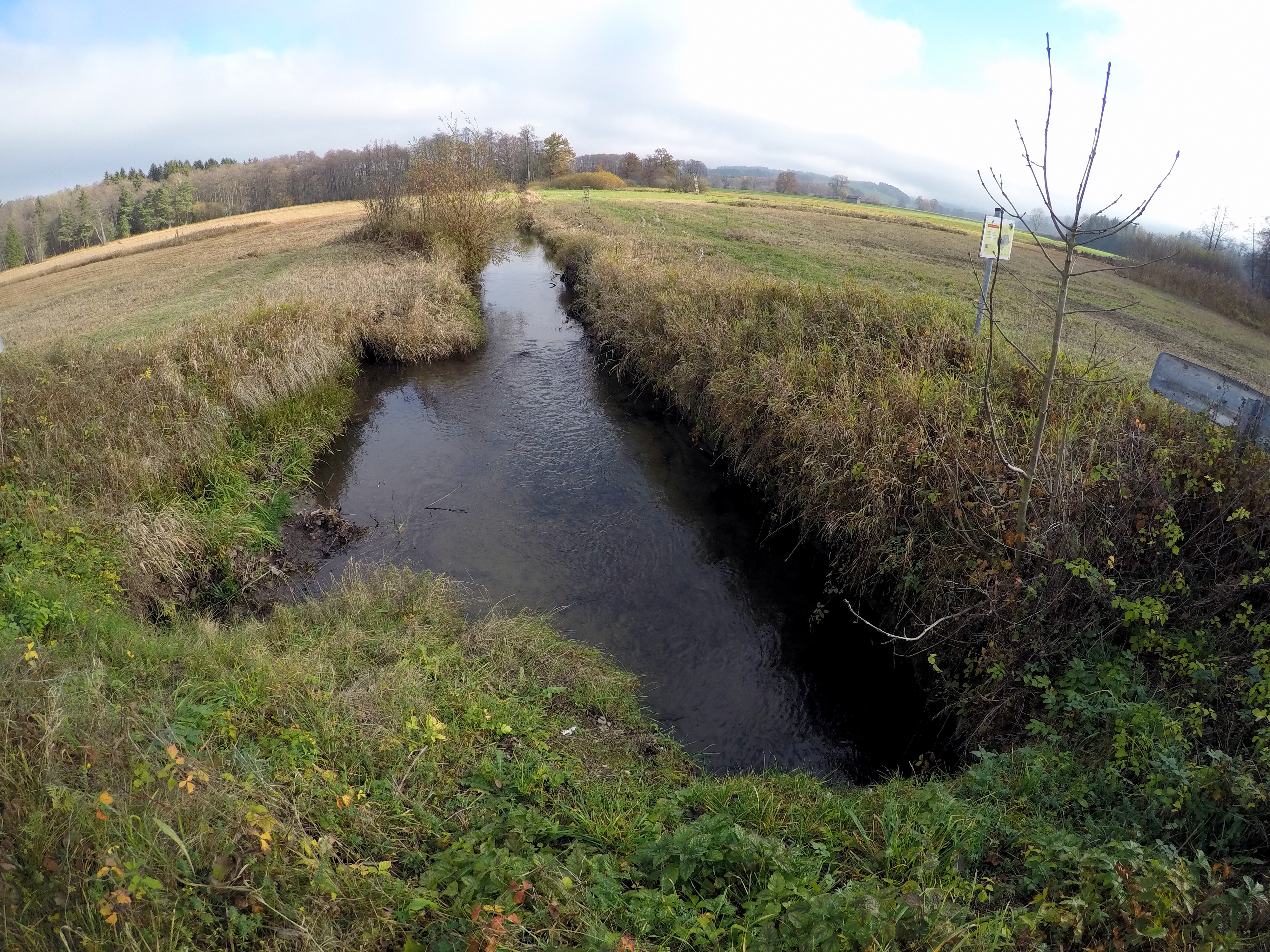

47°53′20″N 12°15′54″E / 47.88884°N 12.26490°E
安特沃爾特阿亨河（德語：Antworter Achen），是德國的河流，位於該國東南部，由巴伐利亞負責管轄，河道全長13.5公里，發源自朗比格湖以西，最終注入錫姆斯湖北部。